# Mona Wales
Mona Wales (California; 14 de marzo de 1985) es una actriz pornográfica, directora y modelo erótica estadounidense.

## Biografía
Nació en marzo de 1985 en el Área de la Bahía de San Francisco, al norte del Estado de California. Estudió Filosofía y Filología Clásica en el St. John's College y trabajó como anticuaria. Posteriormente se trasladó a Los Ángeles, donde trabajó como dominatrix profesional durante un par de años.
Sería allí donde interesada en la temática y en el género BDSM entró en contacto con la productora Kink.com, para la que debutó como actriz pornográfica en 2013, a los 28 años de edad. Su primera escena, First Time Girl Fucked By TS Teacher, fue de temática transexual con la actriz Lora Hoffman.
Como actriz, ha grabado películas para productoras como Exquisite, Girlsway, Evil Angel, AMK Empire, Pure Taboo, Jules Jordan Video, Blacked, Mile High, Girlfriends Films, Filly Films, Adam & Eve, Digital Sin, New Sensations, Dark X o Sweet Sinner.
En 2017 recibió su primera nominación en los Premios AVN en la categoría de Mejor escena de sexo lésbico en grupo por Whipped Ass 17. Al año siguiente volvió a los AVN por la Mejor escena escandalosa de sexo por Corrupted by the Evils of Fetish Porn; y tuvo otra nominación en los Premios XBIZ a la Mejor escena de sexo en película lésbica por Confessions of a Sinful Nun junto a Nina Hartley.
Mona Wales también ha destacado por su faceta como directora, rodando películas de temática lésbica y transexual como All My Mother's Lovers o la dupla Real Fucking Girls 1&2.
En 2019 se llevó en los Premios XBIZ el galardón a la Mejor actriz en película de sexo en pareja por Insomnia.
Ha aparecido en más de 510 películas como actriz.
Algunas películas destacadas de su filmografía son Anal Pros 2, Call Girl, Evil Lesbian Stepmother, Family Holiday, Girl Kush 2, Interracial MILFs 2, Knock You Down A Peg, Lesbian Gushers, Mama Sutra, My Stepmom Is a Stoner, Reform School Girls o She Caught Me.

## Premios y nominaciones
| Año  | Ceremonia                  | Resultado | Premio                                                 | Trabajo                                                |
| ---- | -------------------------- | --------- | ------------------------------------------------------ | ------------------------------------------------------ |
| 2016 | Premios AVN                | Nominada  | Premio fan: Mayor celebridad web                       | —                                                      |
| 2016 | Transgender Erotica Awards | Ganadora  | Mejor artista no transexual                            | —                                                      |
| 2017 | Premios AVN                | Nominada  | Mejor escena de sexo lésbico en grupo                  | Whipped Ass 17                                         |
| 2017 | Premios AVN                | Nominada  | Premio fan: Web Queen                                  | —                                                      |
| 2018 | Premios AVN                | Nominada  | Mejor escena escandalosa de sexo                       | Corrupted by the Evils of Fetish Porn                  |
| 2018 | Transgender Erotica Awards | Ganadora  | Mejor artista no transexual                            | —                                                      |
| 2018 | Transgender Erotica Awards | Nominada  | Mejor escena                                           | All My Mother's Lovers                                 |
| 2018 | Premios XBIZ               | Nominada  | Mejor escena de sexo en película lésbica               | Confessions of a Sinful Nun                            |
| 2019 | Premios AVN                | Nominada  | Mejor actriz                                           | Insomnia                                               |
| 2019 | Premios XBIZ               | Nominada  | Artista lésbica del año                                | —                                                      |
| 2019 | Premios XBIZ               | Nominada  | Mejor actriz en película parodia                       | Family Holiday                                         |
| 2019 | Premios XBIZ               | Ganadora  | Mejor actriz en película de sexo en pareja             | Insomnia                                               |
| 2019 | Premios XBIZ               | Nominada  | Mejor escena de sexo en película de parejas o temática | Forbidden Affairs 8                                    |
| 2019 | Premios XBIZ               | Nominada  | Mejor escena de sexo en película de parejas o temática | Insomnia                                               |
| 2019 | Premios XBIZ               | Nominada  | Mejor escena de sexo en película de parejas o temática | Love in the Digital Age                                |
| 2019 | Premios XBIZ               | Nominada  | Mejor escena de sexo en película de parejas o temática | The Voyeur 2                                           |
| 2019 | Premios XBIZ               | Nominada  | Mejor escena de sexo en película parodia               | Family Holiday                                         |
| 2020 | Premios AVN                | Nominada  | Mejor actriz de reparto                                | The Girls Next Door                                    |
| 2020 | Premios XBIZ               | Nominada  | Mejor actriz en película lésbica                       | Confessions of a Sinful Nun 2: The Rise of Sister Mona |
| 2020 | Premios XBIZ               | Nominada  | Mejor actriz en película de temática erótica           | The Gentleman                                          |
| 2020 | Premios XBIZ               | Nominada  | Mejor escena de sexo en película de temática erótica   | The Gentleman                                          |
| 2021 | Premios AVN                | Nominada  | Mejor actriz                                           | Pushing Boundaries                                     |
| 2021 | Premios AVN                | Nominada  | Mejor escena escandalosa de sexo                       | Exactly What You Think Goes on at AEE                  |
| 2021 | Premios XBIZ               | Nominada  | Artista MILF del año                                   | —                                                      |
| 2021 | Premios XBIZ               | Nominada  | Mejor actuación protagonista                           | Safe Word                                              |
| 2021 | Premios XBIZ               | Nominada  | Mejor escena de sexo en película lésbica               | Chemistry Eases the Pain                               |
| 2022 | Premios AVN                | Nominada  | Mejor actriz en mediometraje                           | Worth the Trouble                                      |
| 2022 | Premios AVN                | Nominada  | Mejor escena de sexo chico/chica                       | The Cure                                               |
| 2022 | Premios AVN                | Ganadora  | Mejor escena de sexo en grupo                          | Chaired                                                |